# Міа Нігрен
Міа Нігрен (нар. 1960 р.) — шведська модель та акторка, відома роллю в фільмі Еммануель 4.

## Біографія
На початку 1980-х Міа Нігрен розпочала міжнародну модельну кар'єру.
У 1983 році вона отримала головну роль у фільмі Алена Сірітскі «Еммануель 4». Постер фільму зображує Нігрен у ротанговому кріслі, присвяченому її попередникові.
Початок кар'єри був успішним. Журнал VSD представив «Нову Еммануель» французьким читачам у своєму номері 312. Міа стала новою сексуальною іконою на першій сторінці гламурної преси у всьому світі.
Кінокар'єра Мії Нігрен, попри стрімкий підйом, була короткою. Образ Еммануель завжди буде пов'язаний з Сільвією Крістель, яка прагнула його позбутись. У 1987 році ця роль дісталась американській акторці Монік Габріель. Вдруге і востаннє Мія Нігрен повернулась у кіно в 1988 році, щоб виконати головну роль у німецькому еротичному триллері «Плаза Реал» режисера Герберта Веселі.
У 2012 році шведська газета знайшла акторку, яка зараз керує магазином. Вона живе у Фалуні з чоловіком та п'ятьма дітьми. Міа стверджує, що ніколи не прагнула слави і хотіла якомога швидше повернутися до свого попереднього життя.

## Фільмографія
| Рік  | Назва фільму | Роль      |
| ---- | ------------ | --------- |
| 1983 | Еммануель 4  | Еммануель |
| 1988 | Плаза Реал   | Аннабель  |